# Mučalinda

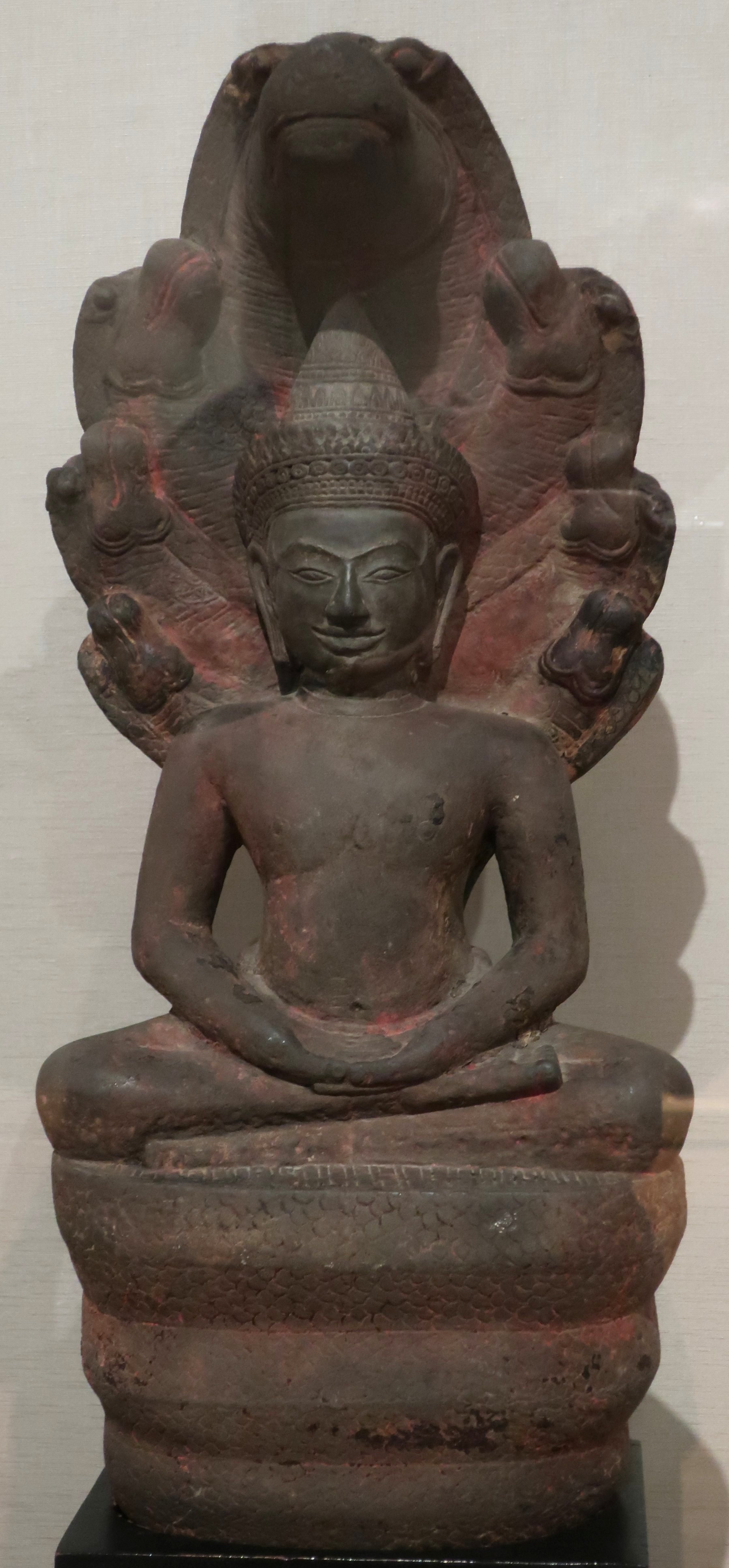
Nága Mučalinda ochraňuje svou kápí Buddhu Šákjamuniho

Mučalinda je jméno nágy (polobožské bytosti s tělem hada), který chránil Buddhu před deštěm těsně po jeho probuzení.
Událost se odehrála během třetího týdne po Buddhově probuzení. Buddha tehdy seděl pod stromem později nazývaném též Mučalinda. Zanedlouho se však nebe zatáhlo a začal padat prudký déšť. Na to nága Mučalinda přišel, respektive se připlazil k Buddhovi, svým hadím tělem třikrát Buddhu obtočil a rozevřel nad ním svou kápi, aby jej ochránil před deštěm.
Podle komentáře k Udáně žil nága Mučalinda v jezeře, které se nalézalo blízko stromu, pod nímž seděl Buddha.